# 托马斯·里克曼
托马斯·里克曼（Thomas Rickman；1776年6月8日—1841年1月4日）是一位英国建筑师，活跃于哥特式复兴时期，著有《英格兰建筑样式试区分》（Attempt to Discriminate the Styles of English Architecture；1817），书中提出的不少术语至今仍在应用。

## 早年
里克曼于1776年6月8日出生在伯克郡梅登黑德的一个贵格会家庭。父亲是一位杂货商、药剂师，本来想要儿子也从医，但里克曼选择追求自己的爱好。1804年，他与他的表妹露西·里克曼 （Lucy Rickman）结婚。

## 职业生涯
他曾在伦敦做生意，但生意失败，妻子也去世了。他跑去乡下散心，逐渐开始对古建筑产生兴趣，画过不少建筑素描，提出了不少中世纪建筑分类标准，如諾曼式建築、垂直式建筑等，1811年9月，他在利物浦哲学学会（Philosophical Society of Liverpool）开办中世纪建筑讲座。1812年，他遇到了利物浦的约翰·克拉格，他们合作设计了三座教堂。
- 诺曼式
- 早期英格兰式（Early English）
- 装饰式（Decorated）
- 垂直式（Perpendicular）

他在1817年出版了《英格兰建筑样式试区分》（Attempt to Discriminate the Styles of English Architecture），首次对哥特式建筑提出系统的分析，他也因此出名。1829年，他被选入伦敦文物学会。
1818年，政府拨出大笔资金用于建造新的滑铁卢教堂 ，里克曼提交了自己的设计并获选。里克曼随后搬到伯明翰。到1830年，里克曼已名重一时，布里斯托尔、卡莱尔、普雷斯顿、格拉斯哥、考文垂等许多地方都有他设计的教堂。此外，他还为剑桥大学圣约翰学院设计了新的庭院，也设计过几座乡间别墅。

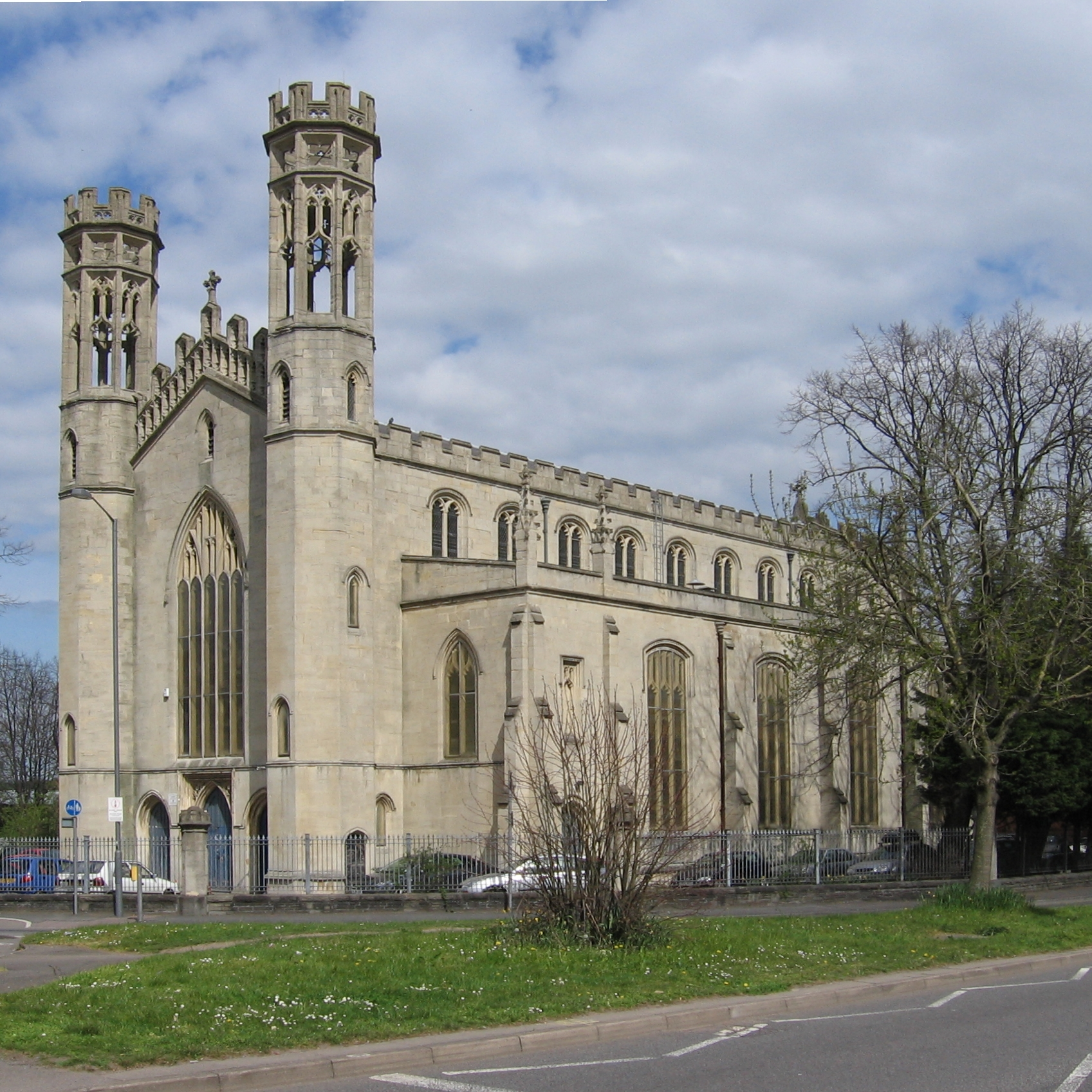
布里斯托尔圣三一教堂：里克曼的“滑铁卢教堂”之一。

1821年12月，他与英格兰建筑师亨利·哈钦森（Henry Hutchinson）合作成立了一家事务所，两人合作直至哈钦森1831年去世。
1841年1月4日，里克曼在伯明翰去世，安葬在他设计的圣乔治教堂的墓地中。墓碑由R·C· 赫西（R. C. Hussey）设计，1845年完工，至今仍屹立不倒，但教堂已不复存在。

## 个人生活
里克曼结过三次婚：第一次是和他的表亲露西·里克曼；第二次是和克里斯蒂安娜·霍诺（Christiana Hornor）；第三次是和爱丁堡的伊丽莎白·米勒（Elizabeth Miller）。他有一个儿子，建筑师托马斯米勒里克曼（Thomas Miller Rickman，1827-1912年）和一个女儿。
他一生大部分时候都是贵格会教徒。虽然在他的第一次婚姻后被逐出教会，但第二次婚姻之前就被重新接纳。晚年，他皈依了大公使徒教会。

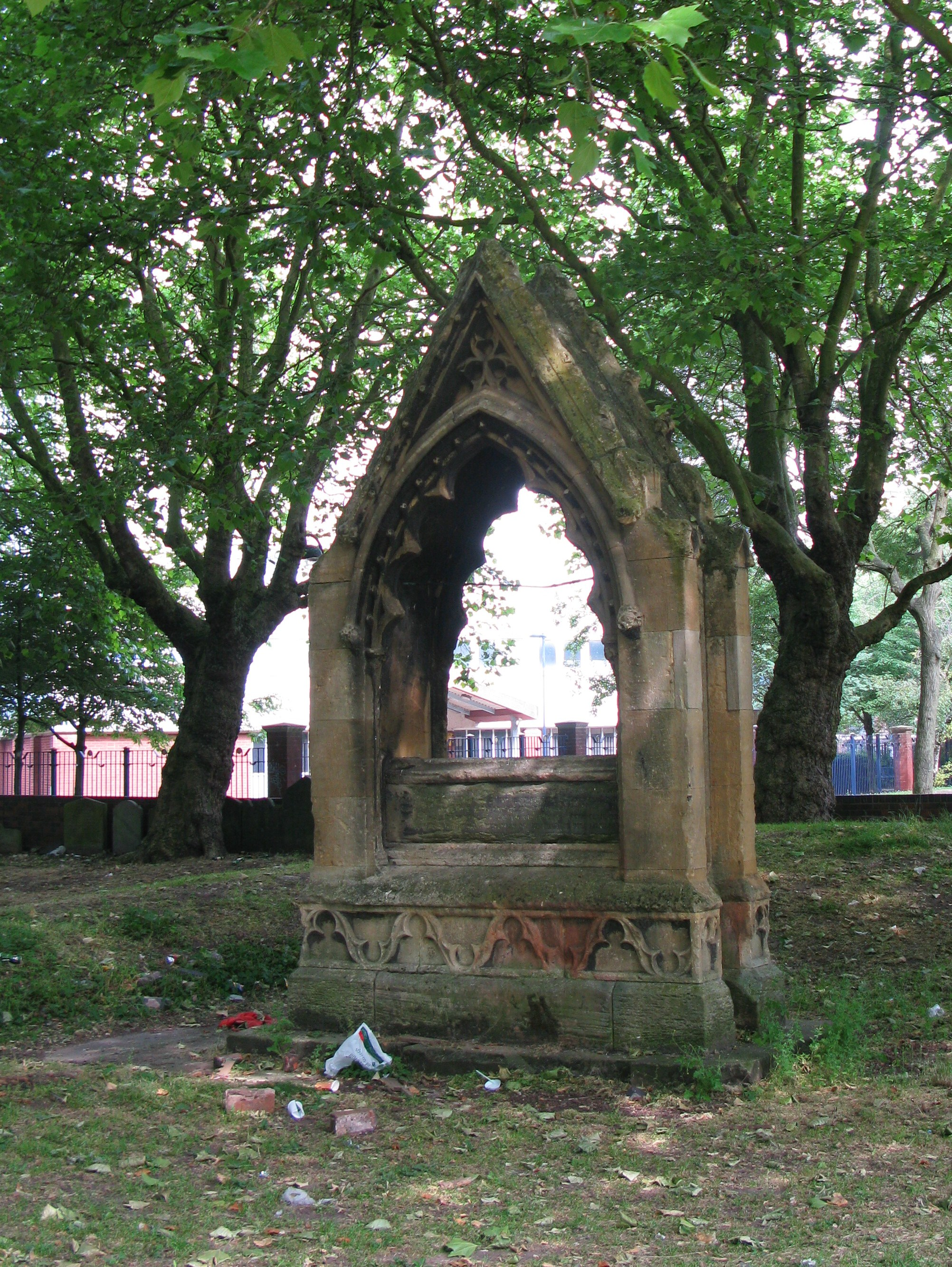
托马斯·里克曼墓